# Groom Lake
Groom Lake (eller Groom Dry Lake) i Nevada (USA), er en udtørret sø/flodseng beliggende ca. 150 km nordvest for Las Vegas i Great Basins, som strækker sig over det meste af staten Nevada, men også ind over Utah og Californien. Området er som oftest meget tørt i sommermånederne, mens der om vinteren kan falde en mindre mængde nedbør. En tid efter, der er faldet regn, vil der opstå små søer på flodsengen, men pga. dens helt plane overflade vil vandet flyttes rundt af vinden, hvilket medvirker til, at alle ujævnheder bliver jævnet. Når vandet er fordampet eller optaget af jorden, vil der igen i de tørre perioder være en ekstremt hård og jævn overflade.
Groom Lake er i dag, og har siden 1955, været lukket for offentlig adgang, da den tørre "søbund" var ideel til at bygge en luftbase på til test af nye flytyper. Dette foranledigede konstruktionen af en hemmelig testfacilitet, der senere skulle blive kendt som Area 51. I dag er søen en del af Nellis Air Force Range (NAFR), der i 2001 ændrede navn til Nevada Test and Training Range (NTTR) underlagt US Air Force-delingen USAF Warfare Center's 98th Range Wing. Mange, deriblandt flere historikere, har forsøgt at få adgang til bjergene omkring søen, hvor der tidligere har været drevet minedrift. Mange af minegangene findes fortsat, og de formodes at indeholde mulige efterladte effekter fra nogle af de første nybyggere i det vestlige USA. Det er ikke lykkedes nogen at få tilladelse til at undersøge områder inden for afspærringen.